# Navă de stins incendii

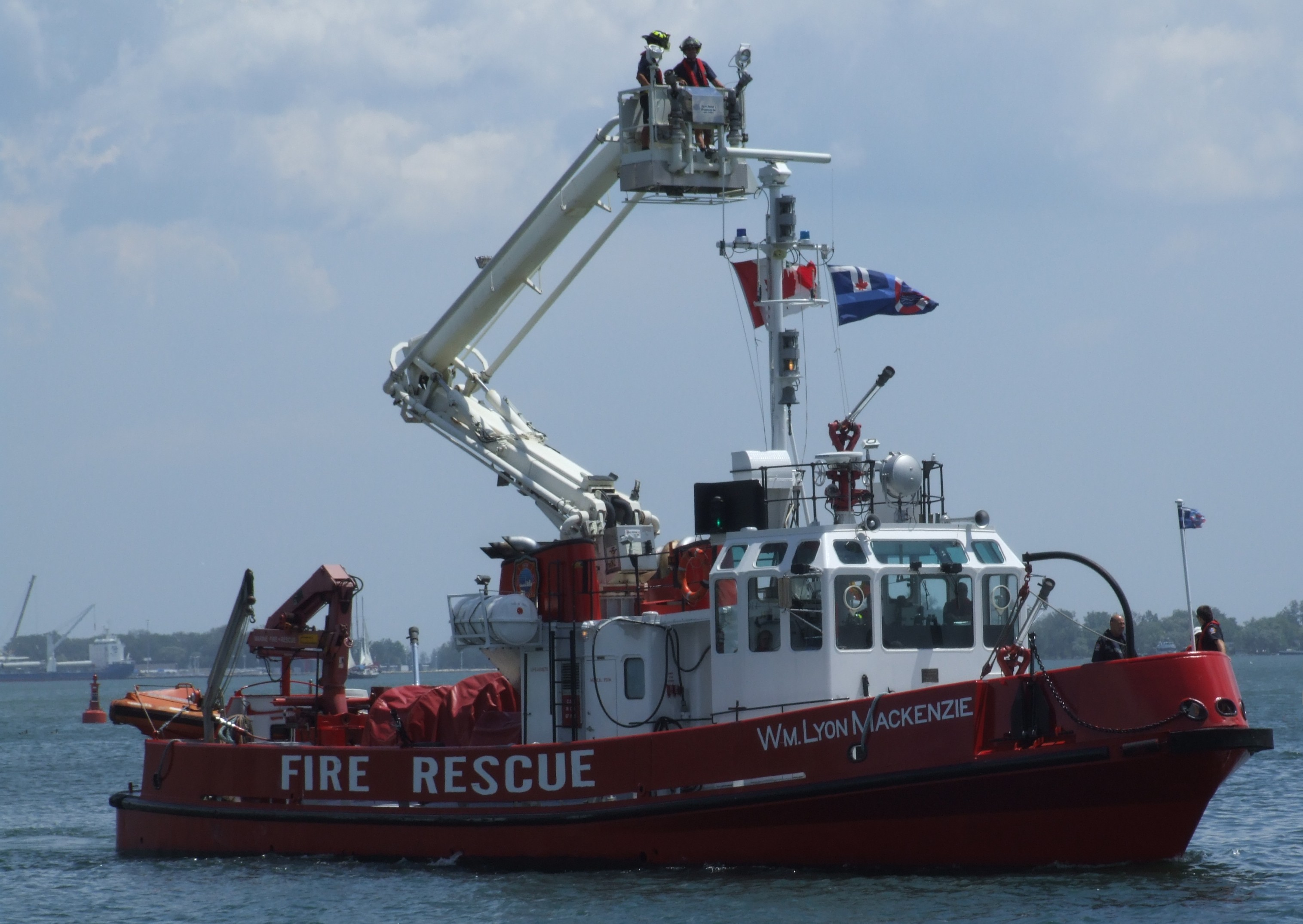
Nava de stingere a inendiilor WL Mackenzie din Toronto

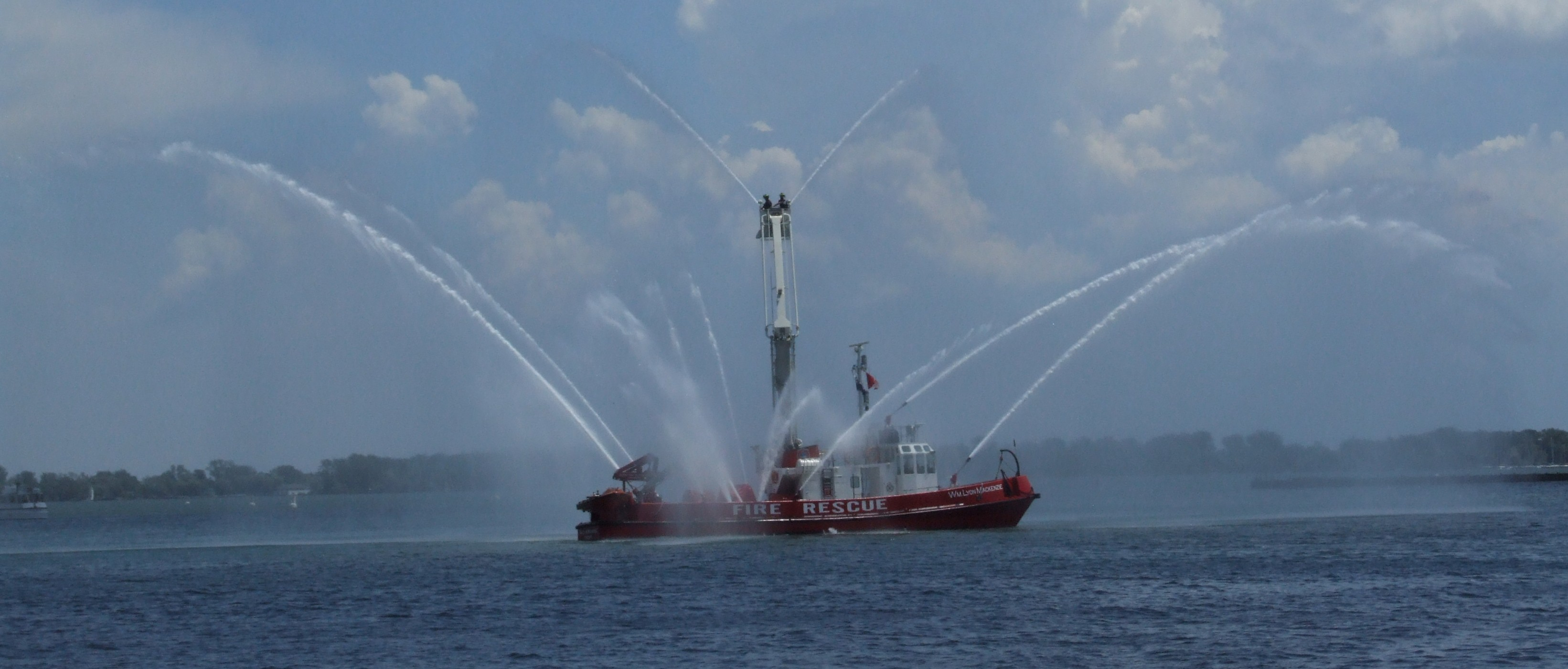
Nava de stingere a inendiilor WL Mackenzie din Toronto demonstrându-și capacitățile

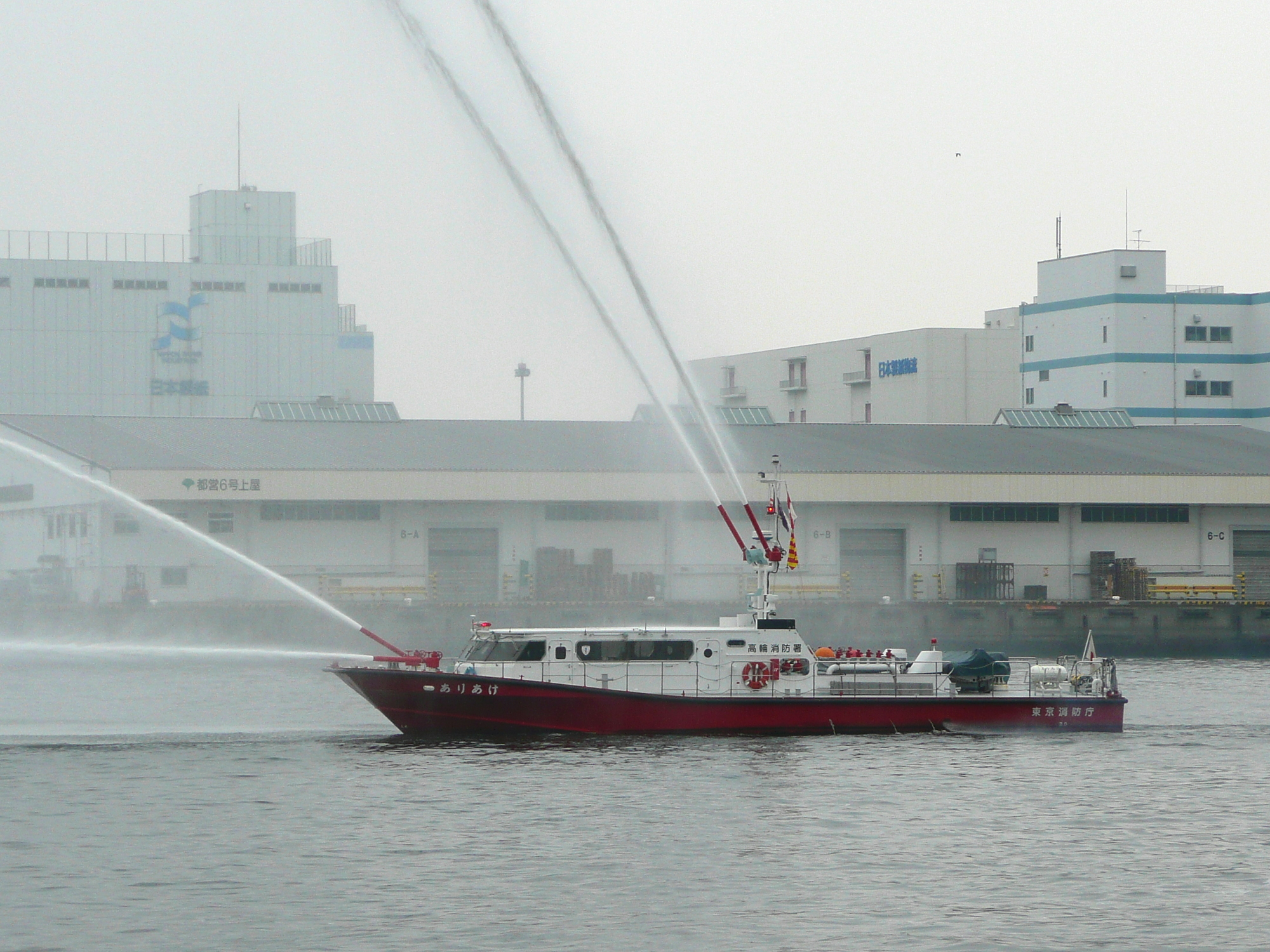

O navă de stins incendii este un utilaj destinat intervențiilor pentru stingerea incendiilor pe apă și în porturi . El este special construit și echipat în acest scop, cu materiale și instalații de stingere a incendiilor cu apă, spumă și pulbere, având în dotare diverse accesorii de protecție și rezerve de substanțe de stingere a incendiilor.